# کوسه سفید (سرده)
کوسهٔ سفید یا کارچارودون (نام علمی: Carcharodon) یک سرده از خانواده سفیدکوسگان و راسته کوسه‌سانان است. تنها گونه زنده این سرده کوسه بزرگ سفید است که گونه شاخص این سرده نیز محسوب می‌شود. به غیر از کوسه بزرگ سفید این سرده ۲ یا به عبارتی ۳ گونه دیگر را نیز در بر می‌گیرد که امروزه منقرض شده‌اند. جایگاه گونه معروف به بزرگ‌دندان (Megalodon) هنوز محل اختلاف است و اگرچه بیشتر دانشمندان امروزه این گونه را عضوی از سرده شگرف‌کوسه‌ها می‌دانند اما برخی دانشمندان نیز همچنان کوسه بزرگ‌دندان را به عنوان گونه‌ای از سرده کوسه سفید طبقه‌بندی می‌کنند. کوسه بزرگ دندان گونه خاص از سرده کوسه است.